# الرمال الحمراء (الرياض)

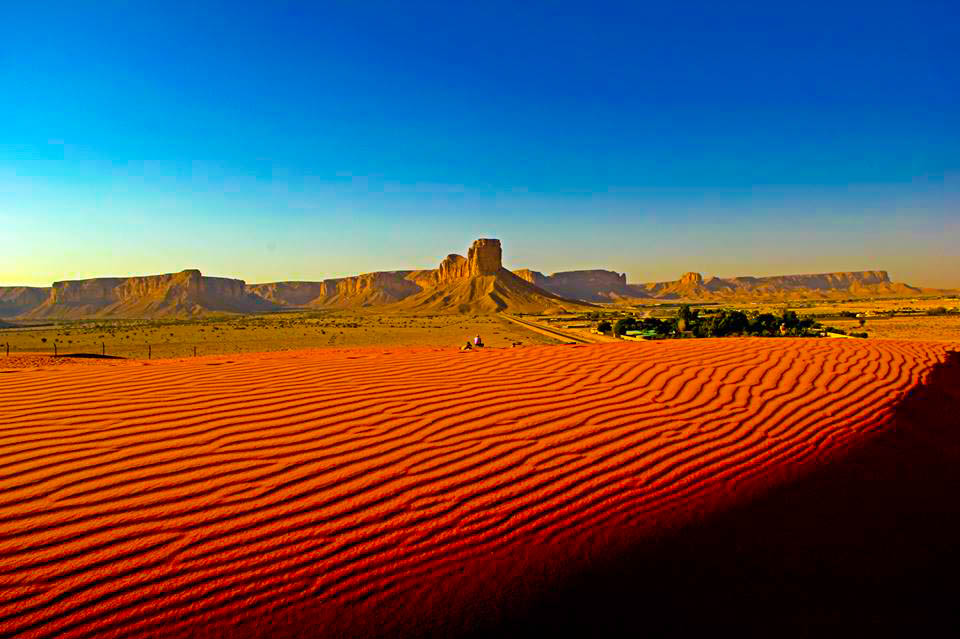
الرمال الحمراء

الرمال الحمراء؛ هي منطقة كثبان رملية صحراوية حمراء في شمال شرق الرياض بالمملكة العربية السعودية . المنطقة وجهة نهاية الأسبوع بين السعوديين والمغتربين والعمال الفلبينيين.  يحيط بالمنطقة المعروفة باسم الوادي المخفي الجبال الشاهقة التي تعطي مظهر الوادي.